# Saison 4 d'Esprits criminels
Chronologie
Saison 3 Saison 5
Cet article présente les vingt-six épisodes de la quatrième saison de la série télévisée américaine Esprits criminels (Criminal Minds).

## Distribution

### Acteurs principaux
- Thomas Gibson (VF : Julien Kramer) : agent spécial superviseur Aaron « Hotch » Hotchner, chef d'équipe (26/26)
- Joe Mantegna (VF : Hervé Jolly) : agent spécial David Rossi (26/26)
- Paget Brewster (VF : Marie Zidi) : agent spéciale Emily Prentiss (26/26)
- Shemar Moore (VF : David Krüger) : agent spécial Derek Morgan (26/26)
- Matthew Gray Gubler (VF : Taric Mehani) : agent spécial Dr Spencer Reid (26/26)
- Andrea Joy Cook (VF : Véronique Picciotto) : agent spécial de liaison avec les médias Jennifer « J. J. » Jareau (21/26)
- Kirsten Vangsness (VF : Laëtitia Lefebvre) : Penelope Garcia, technicienne (26/26)

### Acteurs récurrents
- Jayne Atkinson (VF : Josiane Pinson) : Erin Strauss
- Nicholas Brendon (VF : Mark Lesser) : Kevin Lynch
- Meta Golding (VF : Claire Guyot) : agent Jordan Todd, remplaçante de l'agent Jareau

### Invités
- Sienna Guillory : agent Kate Joyner (épisode 1)
- Luke Perry (VF : Lionel Tua) : Benjamin Cyrus (épisode 3)
- Jason Alexander : Pr Paul Rothschild (épisode 8)
- C. Thomas Howell (VF : Philippe Dumond) : Georges Foyet (épisodes 18 et 26)
- Jackson Rathbone (VF : Yoann Sover) : Adam Jackson (épisode 20)
- Garret Dillahunt : Mason Turner (épisode 26)

## Production
La quatrième saison comporte 26 épisodes et est diffusée du 24 septembre 2008 au 20 mai 2009 sur CBS.
En France, la série est diffusée 10 juin 2009 au 15 février 2010 sur TF1.
AJ Cook, qui était enceinte au moment du début du tournage de la série, n'apparait que dans 21 épisodes sur 26.

## Liste des épisodes

### Épisode 1:…Ou jeu de dupe (2epartie)
- États-Unis /  Canada : 24 septembre 2008 sur CBS / CTV[1]
- Belgique : 9 juin 2009 sur RTL-TVI
- France : 10 juin 2009 sur TF1
- Québec : 2011 sur AddikTV

- États-Unis : 17,01 millions de téléspectateurs (première diffusion)
- France : 8,16 millions de téléspectateurs[2] (Première diffusion)

- Michael Steger (Sam)
- Sienna Guillory (Agent Kate Joyner)
- Jack McGee (Detective Brustin)
- Monica Young (TV News Reporter)
- Moe Daniels (Lisa Bartleby)
- Amie Farrell (Shelly)
- Geoff Reeves (ESU One)
- Greg Collins (Captain Warner)
- Brandon Hirsch (ESU Two)
- Adoni Maropis (Ben Abner)
- Joe Basile (Colm Lagan)
- Erik Palladino (Detective Cooper)
- Loren Lester (Dr Shore)

- D'introduction : « Qu'elle soit nécessaire, ou même justifiée, ne croyez jamais que la guerre n'est pas un crime. » d'Ernest Hemingway.

### Épisode 2:L'Ange de la mort
- États-Unis : 1er octobre 2008 sur CBS
- Belgique : 9 juin 2009 sur RTL-TVI
- France : 10 juin 2009 sur TF1

- États-Unis : 14,78 millions de téléspectateurs (première diffusion)
- France : 7,57 millions de téléspectateurs[2](Première diffusion)

- Patrick St. Esprit (Sheriff Merrill Dobson)
- Lauren Bowles (Chloe Kelcher)
- Blake Lindsley (Shara Carlino)
- Pat Destro (Sela Dobson)
- Megan Molloy (Delilah Grennan)
- Gillian Brashear (Dr Renee Turner)
- Kevin Cotteleer (Coroner)
- Darin Cooper (Sid Ruttledge)
- Robert Catrini (Dr Hagen)
- Neil Hopkins (Angel Maker)
- Nick Warnock (Deputy 1)
- Ric Maddox (Deputy 2)
- Jennifer Nyholm (Faye Landreaux)

- D'introduction : « On finit tous par mourir, notre but n'est pas d'être immortel, notre but est de créer quelque chose qui nous survivra. » de Chuck Palahniuk.
- De conclusion : « C'est nous qui définissons notre passé, on peut s'acharner à vouloir s'en écarter ou à effacer les mauvais souvenirs, mais on ne peut échapper à son passé qu'en tentant de l'améliorer. » de Wendell Berry.

### Épisode 3:En cercle fermé
- États-Unis /  Canada : 8 octobre 2008 sur CBS / CTV
- Belgique : 16 juin 2009 sur RTL-TVI
- France : 17 juin 2009 sur TF1

- États-Unis : 16,19 millions de téléspectateurs (première diffusion)
- Canada : 2,232 millions de téléspectateurs[3] (première diffusion)

- Luke Perry (Benjamin Cyrus)
- Karina Logue (Nancy Lunde)
- Jenna Boyd (Jessica Evanson)
- Kathleen Wilhoite (Kathy Evanson)
- Colby French (Chris Cole)
- Jim Klock (State Cop #1)
- Connor Trinneer (Dan Torre)
- Bob Levitan (Reporter)
- Ryan Barton-Grimley (Techie)
- Jeff Fahey (Leo Kane)
- Jah Shams (Sect Member #1)
- Timm Perry (Sect Member #2)
- Kellie Koppel (Sect Member #3)
- Jennifer Keister (Sect Member #4)
- Gerard Marzilli (Sect Member #5)
- Julianna David (Sect Member #6)
- Joel Murray (Attorney General)
- Tim Clemente (Stunt Cop #6)
- Jessie-Blue Ewing (Little Girl)

- « Ils nous appellent sauvages car nos manières sont différentes des leurs. » de Benjamin Franklin.
- D'introduction : « Suivre uniquement par foi, c'est suivre aveuglément. » de Benjamin Franklin.
- De conclusion : « La raison n'est pas automatique. Elle ne peut conquérir ceux qui la nient. » d'Ayn Rand.

### Épisode 4:Un petit coin de paradis
- États-Unis : 22 octobre 2008 sur CBS
- Belgique : 16 juin 2009 sur RTL-TVI
- France : 17 juin 2009 sur TF1

- États-Unis : 15,01 millions de téléspectateurs (première diffusion)

- William Mapother (Ian Corbin)
- Wil Wheaton (Floyd Hansen)
- Robyn Lively (Abby Corbin)
- David Andrews (Sheriff Bruner)
- Joe Unger (Bobby Jones)
- Jack Laufer (Harold Sanders)
- Sherry Weston (Betty)
- Price Carson (Owner)
- Tom O'Keefe (Guy Ayres)
- Tommie Harris (Dad)

- D'introduction : « Le paradis des fous est l'enfer des sages. » de Thomas Fuller.
- De conclusion : « Les choses ne sont pas toujours ce qu'elles semblent être, donc on se laisse tromper par les apparences. Rares sont ceux qui ont l'intelligence de voir ce qui se cache derrière les masques. » de Phèdre.

### Épisode 5:Sur la route
- États-Unis : 29 octobre 2008 sur CBS
- Belgique : 16 juin 2009 sur RTL-TVI
- France : 17 juin 2009 sur TF1

- États-Unis : 13,97 millions de téléspectateurs (première diffusion)

- Meta Golding (Jordan Todd)
- James Black (S.A. Kevin Liman)
- Andre Royo (Armando Salinas)
- Pepe Serna (Ruben Garcia)
- Linda Bisesti (Joann Nelson)
- Morgain McGovern (Cashier)
- Victor Warren (Detective Daniels)
- Julieta Ortiz (Mrs. Ortiz)
- Jim Cody Williams (Modesto Bull)
- Michael Earl Reid (Older Hobo)
- Troy Holden (Younger Hobo)
- Marisa Quintanilla (Angela Ortiz)
- Adrian LaTourelle (Detective Stark)
- Omar Leyva (Cesar Jimenez)
- Silvia Curiel (Rose)
- Mitch Carter (Lockeford Bull)

- D'introduction : « La satiété reste assise, la faim est une voyageuse. » Proverbe Zoulou.
- De conclusion : « Par delà l’est le lever du soleil, par delà l’ouest l'océan, et d’est en ouest, la soif d’errance qui ne me laissera jamais en paix. » de Gerald Gould (en).

### Épisode 6:Instincts maternels
- États-Unis /  Canada : 5 novembre 2008 sur CBS / CTV
- Belgique : 23 juin 2009 sur RTL-TVI
- France : 24 juin 2009 sur TF1

- États-Unis : 14,3 millions de téléspectateurs (première diffusion)
- Canada : 1,85 million de téléspectateurs[4] (première diffusion)

- Jane Lynch (Diana Reid)
- Melinda Page Hamilton (Claire Bates)
- Sawyer Church (Michael Bridges)
- Shashawnee Hall (Detective Ashby)
- Reed Diamond (Craig Bridges)
- Kari Matchett (Amy Bridges)
- Greg Watanabe (Medical Examiner)
- Marty Lodge (Minister)
- Justin T. Wren (Riley)
- Brad Heller (Walter Davis)
- Bruce French (Dr Norman)
- Taylor Nichols (William Reid)

- D'introduction : « Qui parle à l'instinct, s'adresse à l'essence même de l'espèce humaine, et trouve la plus immédiate des réponses. » d'Amos Bronson Alcott.
- De conclusion : « Je crois que les choses vraies et sincères sont des rêves, de ceux que la nature ne peut désagréger. » de Bob Dylan.

### Épisode 7:Tuer le père
- États-Unis : 12 novembre 2008 sur CBS
- Belgique : 23 juin 2009 sur RTL-TVI
- France : 24 juin 2009 sur TF1

- États-Unis : 14,83 millions de téléspectateurs (première diffusion)

- Meta Golding (Jordan Todd)
- Xander Berkeley (Det. Hyde)
- Taylor Nichols (William Reid)
- Justin Wren (Riley)
- Jane Lynch (Diana Reid)
- Vaughn Armstrong (Vernon Duncanson)
- Brian Goodman (en) (Lou Jenkins)
- Lisa Tharps (Réceptioniste)
- Andrew Harlander (Gary Michaels)
- Shirly Brener (Femme)
- Dee Wallace (Dr Jan Mohikian)
- Andrew Astor (Reid jeune)
- Rachel Grow (Infirlmière)
- David O. Combs (Sheriff)
- Bruce French (Dr Norman)
- Josh Stewart (Det. William LaMontagne Jr.)
- Paul Jeans (Sergent au guichet)

Reid décide de rester quelques jours de plus à Las Vegas afin d'enquêter sur le meurtre du jeune Riley Jenkins, commis en 1984, une affaire qui le touche tout particulièrement. La victime, âgée de six ans, avait été retrouvée morte dans la cave de sa maison après avoir été violée. Reid commence par récupérer les pièces du dossier et par interroger l'inspecteur qui s'était occupé de l'affaire à l'époque. Morgan et Rossi prennent la décision de l'aider... Les pistes suivies semblent prouver que le père de Spencer est un meurtrier ! Il sera très difficile pour lui de revoir cet homme qui l'a par le passé abandonné sans jamais donner de nouvelles.
- D'introduction : « Ce qui demeure secret chez le père s'exprime chez le fils et je découvre souvent grâce à lui le secret que son père n'a jamais dévoilé. » de Friedrich Nietzsche.
- De conclusion : « On ne peut échapper ni aux souvenirs, ni aux remords. Nos erreurs reviennent toujours nous hanter, qu'on se soit repenti ou non. » de Gilbert Parker.

Note : Jane Lynch sera Sue Sylvester dans Glee à partir de 2009.
Dereck Morgan Shemar Moore et David Rossi regardent Les Feux de l'amour dans la chambre d’hôtel de Reid, et Shemar Moore y a d’ailleurs joué le rôle de Malcolm Winters.

### Épisode 8:Duel de maîtres
- États-Unis : 19 novembre 2008 sur CBS
- Belgique : 23 juin 2009 sur RTL-TVI
- France : 24 juin 2009 sur TF1

- États-Unis : 16,33 millions de téléspectateurs (première diffusion)

- Jason Alexander (Prof. Rothschild)
- Ali Landry (Kaylee Robinson)
- Nicholas Brendon (Kevin Lynch)
- Meta Golding (Jordan Todd)
- Paul Michael Glaser (Detective Garrity)
- Jamie Israel (Student 1)
- Quonta Beasley (Student 2)
- Garcia Sharp (Gina Gina)
- Ellery Sprayberry (Chelsea Robinson)
- Brighid Fleming (Jessica)
- Davis Cleveland (Ricky)
- Tiffany Espensen (Samantha)

- D'introduction : « Disons-nous que nous sommes tous fous, cela expliquera bien des mystères humains, cela résoudra bien des énigmes. » (Mark Twain.)
- De conclusion : « Pour résoudre les conflits humains, l'homme doit élaborer une méthode qui exclut les représailles, l'agression et la vengeance. Le fondement d'une telle méthode est l'amour. » (Martin Luther King Jr..)

Note : Paul Michael Glaser est le célèbre Starsky de Starsky et Hutch.

### Épisode 9:Leçons de séduction
- États-Unis : 26 novembre 2008 sur CBS
- Belgique : 30 juin 2009 sur RTL-TVI
- France : 1er juillet 2009 sur TF1

- États-Unis : 14,11 millions de téléspectateurs (première diffusion)

- Meta Golding (Jordan Todd)
- Riki Lindhome (Vanessa Holden)
- Keri Lynn Pratt (Ashley Holden)
- Jake Newton (James (Man #1))
- Spencer Hill (Richard (Man #2))
- Gabriel Olds (Suspect)
- Cari Shayne (Detective Rachel Harding)
- Joanna Cassidy (Mrs. Holden)
- Shelley Dennis (Becky Williams)
- Kimberlee Peterson (Melissa Foster)
- Currie Graham (Viper)
- Courtney Ford (Austin)
- Curt Roland (Suspect jeune)
- Geneva Somers (Brandi)
- Marcia Moran (Mère du suspect)

- D'introduction : « Dès qu'on tombe amoureux, on devient des menteurs. » d'Harlan Ellison.
- De conclusion : « La propreté du corps devient primordiale quand la propreté de l'âme ne l'est plus. » de P. J. O'Rourke.

### Épisode 10:Le Feu aux poudres
- États-Unis : 10 décembre 2008 sur CBS
- Belgique : 30 juin 2009 sur RTL-TVI
- France : 1er juillet 2009 sur TF1

- États-Unis : 14,68 millions de téléspectateurs (première diffusion)

- Meta Golding (Jordan Todd)
- Joe Regalbuto (Commander Marks)
- Mark Pellegrino (Lt. Evans)
- Guillermo Diaz (Playboy)
- Bo Foxworth (Officer Ron Mercer)
- Roberto Sanchez (Sgt. Manny Rodriguez)
- Jake McLaughlin (Officer Tom Kayser)
- Alexander Bedria (Officer)
- Shane Conrad (Officer Mark Cunningham)
- Keith Burke (Morgan's Dad)
- Sterling D. Ardrey (Young Morgan)
- Christopher Guckenberger (Punk)
- Andre Ellingson (Cop)
- Charles Hoyes (Sgt. Selby)
- Roddy Jessup (Sergeant Daws)
- Zokai Holmes (Sharpshooter)
- Kevin Scott Allen (Bartender)
- Doug Jones (Fight Club Captain)
- Maria Russell (Police Operator)
- Hollis Doherty (Maggie Cunningham)
- Dylan Sprayberry (Sam Cunningham)
- Darrell Bryan (Father)
- C. J. Brown (Scrappy Boy #1)
- Reed Harper (Scrappy Boy #2)

- D'introduction : « Nous sommes tous frères sous la peau, et j'aimerais écorcher l'humanité pour le prouver. » d'Ayn Rand.
- De conclusion : « Car celui qui aujourd'hui répand son sang avec le mien sera mon frère. » de William Shakespeare (dans Henri V).

### Épisode 11:Monsieur tout le monde
- États-Unis : 17 décembre 2008 sur CBS
- Belgique : 14 juillet 2009 sur RTL-TVI
- France : 19 août 2009 sur TF1

- États-Unis : 15,16 millions de téléspectateurs (première diffusion)

- Meta Golding (Jordan Todd)
- Faith Ford (Vanessa Hill)
- Mitch Pileggi (Norman Hill)
- Elaine Hendrix (Judy Hannity)
- Gina Torres (Det. Salinas)
- Evie Louise Thompson (Britney Hill)
- Rudy Moreno (Victor Alvarez)
- Monica Herman (Female Broker)
- Ryan McTavish (Male Broker)
- Danny Nucci (Burke Manning)
- Brie Gabrielle (Sasha Hill)
- Drew Garrett (Rick Hannity)
- Samantha Bailey (Jenny Hill)
- Yves Bright (Male Broker #2)

- D'introduction : « Tout homme normal est tenté à un moment de sa vie de cracher dans ses mains, hisser le drapeau noir et se mettre à trancher des gorges. » de H. L. Mencken.
- De conclusion : « Dans la vie, il n'y a pas pire tragédie que la mort d'un enfant. Après ça, les choses ne sont plus jamais comme avant. » de Dwight David Eisenhower.

### Épisode 12:Bon voisinage
- États-Unis : 14 janvier 2009 sur CBS
- Canada : 18 janvier 2009 sur CTV
- Belgique : 14 juillet 2009 sur RTL-TVI
- France : 1er février 2010 sur TF1

- États-Unis : 13,78 millions de téléspectateurs (première diffusion)
- Canada : 1,044 million de téléspectateurs[5] (première diffusion)

- Meta Golding (Jordan Todd)
- Michael Boatman (William Harris)
- Dana Davis (Andrea Harris)
- Valarie Pettiford (Sharon Harris)
- Steve Rankin (Detective Linden)
- George Newbern (Stephen Baleman)
- Casey Weiant (Lisa)
- Hayley Holmes (Holly)
- Jim Gleason (Worried Father)
- Tay Blessey (Connie Mayers)
- Desmon Heck (Bailiff)
- Julia Max (Young Girl #1)
- TaiVon McKinney (Young Girl #2)
- Hector Bucio (Young Man)
- Kate Martin (Annie Baleman)
- Tunisia Hardison (Kim Groves)

- D'introduction : « Aucun mortel ne peut garder un secret. Si les lèvres restent silencieuses, ce sont les doigts qui parlent. La trahison suinte par tous les pores de sa peau. » de Sigmund Freud.
- De conclusion : « Différer est la plus mortelle forme de déni. » de Cyril Northcote Parkinson.

### Épisode 13:Rite de passage
- États-Unis /  Canada : 21 janvier 2009 sur CBS / CTV
- Belgique : 21 juillet 2009 sur RTL-TVI
- France : 8 février 2010 sur TF1

- États-Unis : 13,82 millions de téléspectateurs (première diffusion)
- Canada : 2,05 millions de téléspectateurs[6] (première diffusion)

- Meta Golding (Jordan Todd)
- Andrew Divoff (Dad)
- Cynthia Gibb (Mom)
- Slade Pearce (The Kid)
- Adair Tishler (Cate Hale)
- Paul Benz (Deputy Bo Whitaker)
- Brett Rice (Det. Bates)
- John Bishop (Jim Scheuren)
- June Carryl (Doctor)
- Lucy Butler (RV Park Owner)
- Sierra McCormick (Lynn Robillard)
- Andre Johnson (Security Guard)
- Kirk Bovill (Man)
- Tonja Kahlens (Woman)
- Caleb Guss (Boy)
- Adam Clark (News Reporter)

- D'introduction : « Il est indéniable que c'est autour de la famille et du foyer que les valeurs fondamentales de la société sont créées, renforcées et maintenues. » de Winston Churchill.
- De conclusion : « La force d'une famille comme la force d'une armée réside dans la loyauté de ses membres. » de Mario Puzo.

### Épisode 14:Froid comme l'amour
- États-Unis : 11 février 2009 sur CBS
- Belgique : 30 juin 2009 sur RTL-TVI
- France : 1er juillet 2009 sur TF1

- États-Unis : 12,48 millions de téléspectateurs (première diffusion)

- Cybill Shepherd (Mrs. Gless)
- Michael Biehn (dét. Fulwood)
- Nicholas Brendon (Kevin Lynch)
- Lolita Davidovich (Sandra Lombardini)
- Vondie Curtis-Hall (Stanley Usher)
- Mark Hawkins (dét. Duran)
- Mercedes McNab (Brooke Lombardini)
- Sam Littlefield (Roderick Gless)
- Roxanne Beckford (M.E.)
- Andrew Patrick Ralston (Bernard)
- Peter Gannon (Professor)
- Jeff Elam (Grounds Keeper)
- Michael Merton (Coroner)
- Matt Winston (Ivan Bakunas)
- Randolph Mantooth (Mr. Gless)
- Olivia Summers (Paramedic #1)
- David O'Hara (Ed Gein)
- Owen Sholar (Young Roderick)
- Nina Rausch (Abigail)

- D'introduction : « Et ainsi, durant toute la marée de la nuit, je me tiens couché au côté de ma chérie, - ma chérie -, ma vie, mon épouse, dans sa sépulture, là, près de la mer, dans sa tombe près de la mer sonore. » d'Edgar Allan Poe, dans le poème Annabel Lee.
- De conclusion : « Pour ceux qui croient, aucune preuve n'est nécessaire. Pour ceux qui ne croient pas, aucune preuve n'est possible. » de Stuart Chase.

### Épisode 15:Dans la gueule du loup
- États-Unis /  Canada : 18 février 2009 sur CBS / CTV
- Belgique : 21 juillet 2009 sur RTL-TVI
- France : 19 août 2009 sur TF1

- États-Unis : 14,54 millions de téléspectateurs (première diffusion)
- Canada : 2,145 millions de téléspectateurs[7] (première diffusion)

- Amy Davidson (Zoe Hawkes)
- Karen Brundage (Michelle)
- Laura Simms (Teresa)
- Alex Boling (Dana)
- Heidi Fecht (Concerned Mom)
- Johnny Lewis (Eric Olson)
- Scott Klace (Det. Brady)
- Bess Armstrong (Sheila Hawkes)
- Beverly Leech (Paula McConnell)
- Ted Fenton (Danny)
- Peter Gannon (Dr Edwards)
- Mandy McMillan (Amber)
- Shannon Woodward (Linda)
- Jeremy Scott Johnson (Matthew Cannon)

- D'introduction : « Je n'enseigne rien à mes élèves. j'essaie simplement de créer les conditions dans lesquelles ils peuvent apprendre. » d'Albert Einstein.
- De conclusion : « On apprend lorsqu'on est jeune et on comprend avec l'âge. » de Marie von Ebner-Eschenbach

### Épisode 16:Tueuse de luxe
- Canada : 24 février 2009 sur CTV
- États-Unis : 25 février 2009 sur CBS
- Belgique : 28 juillet 2009 sur RTL-TVI
- France : 3 juin 2009 sur TF1

- États-Unis : 13,93 millions de téléspectateurs (première diffusion)
- Canada : 1,492 million de téléspectateurs[8] (première diffusion)

- Brianna Brown (Megan Kane)
- Catherine Dent (Ellen Daniels)
- John Getz (Andrew Kane)
- Chet Grissom (A.G. Patrick Jackson)
- Kristin Richardson (Mrs. Yvonne Ashford)
- Nora Dunn (Lauren)
- Rick Dano (Hoyt Ashford)
- Patrick W. Day (Customer)
- James Rekart (Joseph Fielding)
- Robert John Brewer (Security Guard)
- Richard V. Licata (Larry Bartlett)
- Felice Heather Monteith (Lawyer)
- Gregg Edward Perrie (Lawyer #2)
- Dirk Blocker (Trent Robner)
- Abigail Eiland (Allison Barnes)
- Melissa Keller (Katherine)
- Cade Owens (Jack Hotchner)

- D'introduction : « La prostituée n'est pas comme le prétendent les féministes la victime des hommes mais leur conquérante, une hors-la-loi qui contrôle les chemins sexuels séparant nature et culture. » de Camille Paglia.
- De conclusion : « On ne paie pas une prostituée pour le sexe, on la paie pour qu'elle parte après. » de Dashiell Hammett.

### Épisode 17:Esprit malin
- États-Unis /  Canada : 11 mars 2009 sur CBS / CTV
- Belgique : 7 juillet 2009 sur RTL-TVI
- France : 8 juillet 2009 sur TF1

- États-Unis : 14,34 millions de téléspectateurs (première diffusion)
- Canada : 1,959 million de téléspectateurs[10] (première diffusion)

- Carmen Argenziano (Father Paul Silvano)
- Jaret Sacrey (Matthew Benton)
- David Mate (Young Man)
- Walton Goggins (John Cooley)
- Pamala Tyson (Medical Examiner)
- Roxanne Hart (Andrea Benton)
- James Remar (Tom Benton)
- Joanne Ryan (Marie Valentine)
- Ian Foster Woolf (Cab Driver)
- David Sullivan (Patrick Cavanaugh)
- Bruce Davison (Father Davison)
- Michael Buonomo (Uniformed Officer)
- Dana Cuomo (Valerie)
- Weston I. Nathanson (Priest #1)
- Cliff Berens (Priest #2)
- Kelly Michaels (Morgue Technician)
- Danielle Lester (Young Prentiss)
- Sean Holt (Young Matthew)

- D'introduction : « Qui néglige de punir le mal, le cautionne. » de Léonard de Vinci.
- De conclusion : « Il n'y a pas d'hérésie ou philosophie plus odieuse pour l'Église qu'un être humain. » de James Joyce.

### Épisode 18:L'Omnivore
- États-Unis : 18 mars 2009 sur CBS
- Belgique : 7 juillet 2009 sur RTL-TVI
- France : 8 juillet 2009 sur TF1

- États-Unis : 13,74 millions de téléspectateurs (première diffusion)

- C. Thomas Howell (George Foyet)
- Justin Louis (Ray Colson)
- James Hanlon (Sgt. Michael O'Mara)
- James Handy (Tom Shaunessy)
- Joyce Greenleaf (Nurse)
- Adam Chambers (Evan Harvey)
- Cara Chute (Nina Hale)
- Frank Novak (Arthur Lanessa)
- Lynn Milano (Diane Lanessa)
- Terrence Flack (Bus Driver)
- Jeff Branion (Coroner)
- Adrian Flowers (EMT)

- D'introduction : « Le destin ne se satisfait pas d'infliger une seule calamité. » de Publilius Syrus.
- De conclusion : « Les hommes réunissent toutes les erreurs de leurs vies et créent un monstre qu'ils appellent le destin. » de John Oliver Hobbes (en).

Note : Première apparition du tueur en série surnommé l'Eventreur de Boston. Il apparaîtra encore plusieurs fois dans la série (saison 4 : épisode 26 / saison 5 : épisodes 1 et 9 / saison 9 : épisode 5 / saison 15 : épisode 10).

### Épisode 19:Chasse aux sorcières
- États-Unis : 25 mars 2009 sur CBS
- Belgique : 7 juillet 2009 sur RTL-TVI
- France : 8 juillet 2009 sur TF1

- États-Unis : 14,36 millions de téléspectateurs (première diffusion)

- Joel Johnstone (Van)
- Tiz McWilliams (Cathy)
- Heidi Fecht (Mother)
- Aaron Hart (Jesse)
- Tabitha Morella (Teen Girl)
- A.J. Smitrovich (Theatre Attendant)
- Mark Costello (Gary)
- Marcy Goldman (Linda)
- Michael Rooker (Chief Carlson)
- Sam Anderson (Dr Rawlings)
- J.J. Pyle (Alice)
- Marc Bossley (Fire Captain Danny Wales)
- Michael Villani (Chief Tom Schultz)
- Shannon Lucio (Tina)
- Tommy Dewey (Tommy)
- Mark Daneri (Minister)
- Charlene Amoia (Nancy)
- Nichole Porges (Tina (13 yrs old))
- Drew James (Tommy (16 yrs old))
- Janet Haley (Woman)

- D'introduction : « Nous vivons tous dans une maison en feu, il n'y a personne pour éteindre cet incendie, il n'y a aucune issue de secours. » de Tennessee Williams.
- De conclusion : « J'ai aimé jusqu'à atteindre la folie. Ce que certains appellent la folie mais ce qui pour moi est la seule façon d'aimer. » de Françoise Sagan.

### Épisode 20:Alter ego
- États-Unis : 15 avril 2009 sur CBS
- Belgique : 28 juillet 2009 sur RTL-TVI
- France : 15 février 2010 sur TF1

- États-Unis : 13,61 millions de téléspectateurs (première diffusion)

- Jackson Rathbone (Adam Jackson/Amanda)
- Roma Maffia (Det. Reese Evans)
- Milissa Skoro (Amanda)
- Susan Ward (Julie Riley)
- Michael Hyatt (Dr Ticona Roberts)
- Natalie Elizabeth Marston (Madison Cooke)
- Rick Malambri (Dan Keller)
- Patrick John Hurley (Michael Browder)
- Brett Novek (Carl Cade)
- Schoen Hodges (Nic Prosser)
- Allen Perada (Mark Harrison)
- Brian Borello (Club Guy)

- D'introduction : « La lumière pense voyager plus vite que quoi que ce soit d'autre, mais c'est faux. Peu importe à quelle vitesse voyage la lumière, l'obscurité arrive toujours la première et elle l'attend. » de Terry Pratchett.
- De conclusion : « Les monstres sont réels, les fantômes le sont aussi. Ils vivent à l'intérieur de nous et parfois ils gagnent. » de Stephen King.

### Épisode 21:L'Origine du mal
- États-Unis /  Canada : 22 avril 2009 sur CBS / CTV
- Belgique : 4 août 2009 sur RTL-TVI
- France : 26 août 2009 sur TF1

- États-Unis : 13,72 millions de téléspectateurs (première diffusion)
- Canada : 2,104 millions de téléspectateurs[11] (première diffusion)

- John Allen Nelson (Dan Murphy)
- Gretchen Egolf (Sarah Murphy)
- Kendall Ryan Sanders (Danny Murphy)
- Samantha Zweben (Reporter #1)
- Joy Sudduth (Reporter #2)
- Spencer Garrett (Capt. Lancaster)
- John Billingsley (Hugh Rollins)
- Anthony Nacarato (Uniform)
- Mark Arnold (Mr. Seager)
- Caroline Bielskis (Mrs. Seager)
- Robbie Tucker (Kyle Murphy)

- D'introduction : « Perdre un enfant, c'est perdre un morceau de soi-même. » du Docteur Burton Grebin.
- De conclusion : « Sans famille, l'homme, seul au monde, tremble dans le froid. » d'André Maurois.

### Épisode 22:Appel de détresse
- États-Unis /  Canada : 29 avril 2009 sur CBS / CTV
- Belgique : 4 août 2009 sur RTL-TVI
- France : 26 août 2009 sur TF1

- États-Unis : 13,61 millions de téléspectateurs (première diffusion)
- Canada : 1,8 million de téléspectateurs[12] (première diffusion)

- Alex O'Loughlin (Vincent Rollings)
- Erika Alexander (Det. Lynne Henderson)
- Martha Anne Madison (Kate)
- Jake Cherry (Stanley Wolcott)
- Jill Klopp (Michelle Watson)
- Giselle Jones (Alice)
- Quentin Prescott Price (Carl)
- Terrence Edwards (Jay)
- Rick A. Young (Fairground Worker)
- Neil Ironfield (Young Vincent)
- David J. Wright (Sid)
- Rebecca Avery (Kim)
- Kyle Templin (Eric)

- D'introduction : « La lumière ne peut briller qu'en présence de l'obscurité. » de Francis Bacon.
- De conclusion : « Quelle que soit l'obscurité du moment, l'amour et l'espoir sont toujours possibles. » de George Chakiris.

### Épisode 23:Mauvaise conduite
- États-Unis /  Canada : 6 mai 2009 sur CBS / CTV
- Belgique : 11 août 2009 sur RTL-TVI
- France : 26 août 2009 sur TF1

- États-Unis : 14,13 millions de téléspectateurs (première diffusion)
- Canada : 1,644 million de téléspectateurs[13] (première diffusion)

- Nicholas Brendon (Kevin Lynch)
- Dale Midkiff (Gil Bonner)
- Andi Carnick (Shannon)
- Craig Baxley Jr. (Coakley)
- Timothy Carhart (détective Quinn)
- Gerald Downey (officier Feder)
- James Nardini (Paul Makely)
- Chris Pauley (Tech)
- Eddie Conna (Victor Costella)
- Keith Burke (Blake)
- Juliana Dever (épouse de Coakley)
- Debra Milano (Paige Bonner)
- Caitlin Carmichael (Louisa Bonner)
- Jim Meskimen (Dr Ridgeway)
- Tracey A. Leigh (Mrs. Burke)

- D'introduction : « Je ne suis pas convaincu que l'automobile soit un progrès. Plus elle gagne en vitesse et plus elle symbolise un recul de notre civilisation. » de Booth Tarkington.
- De conclusion : « La voix humaine ne pourra jamais couvrir la même distance que celle de la petite voix silencieuse de la conscience. » de Mahatma Gandhi.

### Épisode 24:La Nouvelle souche
- États-Unis : 13 mai 2009 sur CBS
- Belgique : 11 août 2009 sur RTL-TVI
- France : 2 septembre 2009 sur TF1

- États-Unis : 13,37 millions de téléspectateurs (première diffusion)

- Tamlyn Tomita (Dr Linda Kimura)
- Dan Lauria (General Lee Whitworth, MD)
- Dean Bottrell (Chad Brown David)
- Miles Anderson (Dr Nichols)
- Samuel Child (Jason)
- Traci Belushi (Melinda)
- Elizabeth Maxwell (Abby)
- Eric Brandon (Ethan)
- Chuck Madden (DOD Man)
- Joe Holt (Jack Summers)
- Donald Sage Mackay (Senator Baylor)
- Joe Howard (Russ Daniels)
- Penny L. Moore (Trudy)
- Leslie Thurston (Commuter #1)
- Douglas Sutherland (Commuter #2)

- D'introduction : « Elle deviendra une fine poussière qui couvrira toute la terre d'Égypte, et sur toute la terre d'Égypte, hommes et bêtes verront apparaître sur leur corps ulcères et éruptions de pustules. » dans l'Exode, chapitre 9, verset 9.
- De conclusion : « La sécurité est avant tout une superstition. Elle n'existe pas dans la nature, et aucun enfant des hommes n'en a jamais fait l'expérience. » d'Helen Keller.

### Épisode 25:Voyage… (1repartie)
- États-Unis : 20 mai 2009 sur CBS
- Belgique : 18 août 2009 sur RTL-TVI
- France : 2 septembre 2009 sur TF1

- États-Unis : 13,99 millions de téléspectateurs (première diffusion)

- Sharif Atkins (William Hightower)
- Christopher Guckenberger (Charles Porter)
- Scott Lincoln (Motel Clerk)
- Brandon Taylor (Border Agent #1)
- Gavin McClure (Border Agent #2)
- John Lacy (Officer Jeff Bedwell)
- Jessie T. Usher (Daniel)
- Erin Anderson (Sheri the Hooker)
- Paul Rae Lucas Turner
- Rowena King (Det. Benning)
- Vernee Watson (Maxine Hightower)
- Willam Belli (Walter Patterson)
- Krystal Marshall (Vicki)
- Lily Kershaw (Kelly)
- Garrett Dillahunt (Mason Turner)
- Benjamin Byron Davis (Burt Lang)
- Casey Nelson (Constable Cassar)

L'équipe se rend à Detroit pour enquêter sur la disparition de plusieurs sans-abris. Mais les indices récoltés forcent toute l'équipe à se rendre au Canada…
- Citation :
- D'introduction : « S'il n'y avait pas d'enfer nous serions comme des animaux. Pas d'enfer, pas de dignité. » de Flannery O'Connor.

### Épisode 26:…Au bout de l'enfer (2epartie)
- États-Unis : 20 mai 2009 sur CBS
- Belgique : 18 août 2009 sur RTL-TVI
- France : 2 septembre 2009 sur TF1

- États-Unis : 13,99 millions de téléspectateurs (première diffusion)

- Sharif Atkins (William Hightower)
- Christopher Guckenberger (Charles Porter)
- Scott Lincoln (Motel Clerk)
- Brandon Taylor (Border Agent #1)
- Gavin McClure (Border Agent #2)
- John Lacy (Officer Jeff Bedwell)
- Jessie T. Usher (Daniel)
- Erin Anderson (Sheri the Hooker)
- Paul Rae Lucas Turner
- Rowena King (Det. Benning)
- Vernee Watson (Maxine Hightower)
- Willam Belli (Walter Patterson)
- Krystal Marshall (Vicki)
- Lily Kershaw (Kelly)
- Garrett Dillahunt (Mason Turner)
- Benjamin Byron Davis (Burt Lang)
- Casey Nelson (Constable Cassar)